# Taki (Soulcalibur)
Taki (タキ) es un personaje ficticio de la saga de Videojuegos de lucha Soulcalibur. Taki es una kunoichi Cazadora de Demonios japonesa y la guerrera más grande del clan ninja Fu-Ma, que está viajando por el mundo en búsqueda de destruir las poderosas espadas conocidas como Soul Edge y Soul Calibur. 
Taki fue presentada en la versión Arcade original de Soul Edge en 1995, en la que ella y su compañera Sophitia son los personajes principales, y luego ha aparecido como personaje del jugador en cada entrada de la serie hasta Soulcalibur V en 2012, cuando su joven discípula llamada Natsu se hizo cargo de Taki.
Taki ha logrado una gran popularidad entre los fanáticos de la serie, especialmente en Occidente. Ella también ha recibido comentarios muy positivos, a menudo es considerado como uno de los mejores personajes femeninos ninja en los videojuegos, así como uno de los símbolos sexuales del género de lucha y los juegos en general, a veces se compara en estos aspectos con los gustos de Mai Shiranui de SNK y las Kunoichi de Mortal Kombat (Kitana, Mileena, Jade). Varias publicaciones también señalaron su estatus de icono en la serie Soulcalibur y lamentaron su ausencia en Soulcalibur V. Hizo su regreso en Soulcalibur VI.

## Historia
Taki fue criada por la Fu-Ma un clan de ninja místico de la Sengoku con base en un pueblo oculto en la Provincia Ōmi y conectada al monje budista Tenkai, que había sido adoptada por ellos después de que sus padres y su hermano murieran de enfermedad. Como miembro prodigio de la Fu-Ma, que se especializa en la creación de equipos anti-demonio y en la lucha contra dañinos Yōkai, Taki se convirtió en una luchadora muy grave y severa, que se consideran más expertos en todo el clan, así como una espía consumada, conocida por no mostrar sus sentimientos personales, llevar a cabo su misión de forma serena y ser capaz de tomar decisiones despiadadas. Finalmente, se dedica a destruir tanto al maldito Soul Edge como al bendito Soul Calibur, y no va a mostrar misericordia a nadie que represente un obstáculo.
Taki debutó como uno de los ocho personajes originales en Soul Edge (1995), ambientada en el año 1584. En ella Taki de 22 años, se ha dedicado a luchar contra el mal sobrenatural y comenzó a viajar a Japón para purgarse con Su magia de sellado. Cuando su propia espada mágica, Rekkimaru, ha sido debilitada por la legendaria y poderosa espada maligna conocida como Soul Edge, ella decide viajar al oeste para encontrarla y destruirla. El prólogo de Soulcalibur (1998) cuenta cómo al final de Soul Edge se ha enfrentado y derrotado al villano principal del juego y al portador de Soul Edge, Cervantes de León, y obtuvo un fragmento de la espada destrozada. Durante esa pelea, Taki también salvó a la herida guerrera griega Sophitia Alexandra, quien se convirtió en su amiga. Taki intentó fusionar el fragmento de Soul Edge con Rekkimaru sin éxito, pero cuando lo fusiona con su otra espada, Mekkimaru, crea una nueva arma maligna que busca enfrentar contra Soul Edge, esperando que ambas hojas se destruyan entre sí. Sin embargo, el antiguo líder de Fu-Ma, Hachibei, roba a Mekkimaru y huye, convirtiéndose en un nukenin fugitivo (ninja fugitivo). El viejo maestro y padre adoptivo de Taki, Toki, le ordena que case y mate a Hachibei y su hija Chie, una amiga de la infancia de Taki, y que le devuelva la espada. Taki localiza a Hachibei, pero, al enterarse de la obsesión de Toki con la hoja, le da un informe falso a Toki, lo que lleva a sus fuerzas a perseguir al amante de Chie, Li Long, como un señuelo. Cuando Geki, la mano derecha de Toki, descubre su decepción, Taki se convierte en una nukenin marginada, llevando a Mekkimaru y evitando a los perseguidores. Soulcalibur Legends (2007), que vuelve a contar los eventos que se producen entre Soul Edge y Soulcalibur, enfrenta a Taki, buscando los fragmentos dispersos del Soul Edge, contra Geki y su compañera Maki, quienes eventualmente se transformaron en monstruos por el poder de Soul Edge.
Taki regresa en la próxima secuela, Soulcalibur II (2002), siete años después de los eventos de Soul Edge . Después de enterarse de la destrucción de Soul Edge, trabaja para domesticar a Mekkimaru, pero descubre que Toki ha obtenido más fragmentos de Soul Edge y decide mantenerlos alejados de él En Soulcalibur III (2005), Taki regresa a Japón y se entera de que la locura de Toki resultó en un conflicto interno dentro del Fu-Ma. Al contactar con la facción rebelde de Chie, Taki se enfrenta a la corrupta Toki mientras absorbe los espíritus oni sellados dentro del templo Hoko . Ella lo mata y Chie se convierte en el nuevo líder Fu-Ma, pero los espíritus malignos que habitaban dentro de Toki escapan y viajan al oeste. Sabiendo que están buscando el borde del alma, y que su poder se ha debilitado, Taki comienza un nuevo viaje para encontrar y finalmente extinguir la espada del mal. En Soulcalibur IV (2008), presenciar un cataclismo provocado por un duelo entre Siegfried Schtauffen armado con la Soul Calibur y Nightmare con la Soul Edge la motiva a destruir ambas espadas de Soul.
Anteriormente, se había anunciado que Taki regresaría en la sexta entrega principal, Soulcalibur V (2012) programada 17 años después de los eventos del juego anterior, en el que se suponía que debía aparecer junto a su joven discípula llamada Natsu Sin embargo, Taki no apareció en el juego en persona. Poco después de los eventos de Soulcalibur IV, ella selló al demonio Arahabaki dentro de Natsu, un bebé huérfano adoptado por Chie, luego del asesinato de Taki de su anterior huésped humano. Debido a que esto provocó que la niña fuera rechazada por sus compañeros, Taki asumió la responsabilidad de criarla personalmente para que pueda aumentar su confianza en sí misma. Como se explica en la historia de fondo de Natsu, Taki viajó hacia el oeste para perseguir rumores sobre el regreso de Toki, prometiendo que regresaría en dos semanas ella no ha regresado desde entonces, lo que llevó a Natsu, ahora adolescente a viajar en busca de su mentora. El juego no revela si Natsu la encuentra, pero se dijo que Taki eventualmente regresaría. Posteriormente, ha aparecido como un personaje jugable en los spin-offs Soulcalibur: Lost Swords (2014), donde miró por defecto como lo hizo en Soulcalibur IV, y en Soulcalibur: Unbreakable Soul (2014), donde se veía como lo hacía en Soulcalibur II .
Su regreso como personaje jugable en la serie principal se filtró por primera vez y luego se anunció oficialmente para Soulcalibur VI (2018). Sin embargo, el juego no se establece durante o después de los eventos de Soulcalibur V, sino que revisa y vuelve a contar estos del Soulcalibur original.

## Recepción
Desde su presentación en 1995, Taki ha sido consistentemente uno de los personajes más populares en la serie Soulcalibur, especialmente en Occidente, pero también en Japón. Por ejemplo, Namco nombró a Taki, Ivy y Nightmare como los tres personajes más populares de Soulcalibur en los mercados de América del Norte en 2002.  Fue descrita como la favorita de muchos por la revista oficial Xbox (OXM), y como uno de los personajes más queridos de la serie por SuperGamePower de Brasil. UGO clasificó a Taki como el sexto mejor personaje de Soulcalibur en 2008. Schedeen de IGN la clasificó como el quinto mejor peleador de la serie en 2008, al escribir es difícil imaginar un juego de Soulcalibur sin Taki. Simplemente no sería lo mismo. El personal de GameDaily la llamó una de las luchadoras más élite en losjuegos de Soul, y agregó que ha dejado un impacto desde el principio de la serie; según ellos, hay muchas mujeres que vale la pena mencionar en la serie Soul Calibur, pero si alguien realmente sabe cómo manejar a Darth Vader, Yoda y a Starkiller, es Taki. X360La eligió como el personaje más emblemático de Soulcalibur II, mientras que Complex colocó a Taki en el sexto lugar en su clasificación de 2013 de los mejores personajes de la serie, llamándola una fuerza imparable y diciendo ¡Nos Encanta Taki! Fue votado como el segundo personaje más popular de la serie (detrás de Talim) entre la audiencia occidental en una encuesta oficial de Facebook realizada por Namco Bandai en 2015, que influyó en sus planes futuros para la franquicia.
Algunas publicaciones y autores han considerado a Taki como uno de los mejores juegos de lucha femeninos o incluso como personajes de videojuegos en general por una variedad de razones. Al revisar Soulcalibur para el Dreamcast como el mejor juego de lucha que jamás haya jugado, Dave Halverson de Gamers 'Republic escribió acerca de sentirse eufórico por su diseño de trabajo de arte de Taki, quien exhibe una gracia y agilidad notables, casi espíritu -como calidad. SuperGamePower la eligió como una de las 20 Musas de los videojuegos en 2001 y la película de GMR 2003 The GREAT Women of Gaming incluyó a Taki en el cuarto lugar. Play called incluía a ella y a Ivy entre las mujeres más grandes de los videojuegos, llamándolas posiblemente las mejores mujeres en todas las peleas en 3D. En 2007, Rob Wright of Tom's Games eligió a Taki como uno de los 50 mejores personajes femeninos en los videojuegos, llamándola una guerrera hábil y noble con un espíritu brillante y una belleza deslumbrante.

### El atractivo sexual elogios y críticas
El personaje se ha destacado a menudo por su atractivo, como en el artículo de 2000 "Console Miss World" de la revista alemana Video Games. Grant Howitt de FHM la presentó como un ejemplo de mujeres maravillosas de los videojuegos, pero una que sería difícil de encontrar. GameDaily la destacó en muchas entradas distintas de su serie de galerías "Babes of the Week", incluyendo en el especial en solitario de 2007 Babe of the Week: Taki, comentando que ella se ha estado volviendo más ágil, y más grande, con cada nueva entrada. También la clasificaron como la decimoséptima chica más sexy del juego en 2008, citando su físico musculoso y sus enormes pechos. Rich Knight of Complex enumeró a Taki como una de las diez mejores chicas de juegos más calientes en 2009, luego la comparó contra Kitana en la batalla de las bellezas en la categoría ninjas femeninas. En 2000, UGO enumeró a Taki entre las 50 chicas más populares en los videojuegos y la señaló como rápida, eficiente y súper letal. En 2011, Bob Muir de Japanator.com describió a Taki como fácilmente la más sexy del elenco de la serie y la incluyó en su lista de las diez chicas más populares de los juegos japoneses por su armadura "sexy", "cuerpo voluptuoso, incluido su generoso cofre" y "un humor negro para todas sus burlas". En la encuesta "Miss of Video Games 2012" de la revista polaca PSX Extreme, Taki obtuvo el segundo lugar en la categoría Soul Calibur.
Muchas publicaciones han comentado, a menudo positivamente, especialmente sobre su busto grande y su ropa reveladora, que en 1999 describieron en CVG como un traje rojo todo en uno y un par de senos para combinar con Lara Croft. Según lo dicho por G4's Sherilynn Macalé, la chica prácticamente está envuelta en material de piel de apretado, pezón orgullo y hendiduras de llenado que se aferra a su ágil marco empuñan Kodachi doble. Ben Richardson de GamesRadar comentó: Desde hace mucho tiempo Soul Calibur Bataller Taki es un fanboyfave "debido a cómo su" traje ninja ha sido aparentemente diseñado para una cosa. Y eso hace que sus cojines de amor se parezcan a torpedos Namco realmente entiende su base de seguidores. GameSpy en 2003 la describió como el ninja más bouncie de este lado de Mai Shiranui y más tarde como claramente modelado como si está desnuda, pero su ropa está pintada para que parezca que lleva puesto un mono rojo. En 2006, NGC Magazine le dio la entrada Tightest Outfit "en su" Nintendo Book of Records "por su color rojo. catsuit de Soulcalibur II. GameDaily elogió su excelente sentido de la moda Official PlayStation Magazine - Australia comentó, "sin protestar", sobre la "notable ampliación" del cofre de Taki en Soulcalibur IV. Michael McWhertor de Kotaku observó sobre este juego: Los senos de Taki se cayeron ridículamente con la más leve brisa que parecía, pero eso no es necesariamente una queja, y GamePro señaló de manera similar que los activos se balanceaban y se sacudían después de cada movimiento como una atracción para los jugadores. Ross Lincoln de GameFront incluyó a Taki en su lista de 2011 de los pechos más grandes en la historia de los videojuegos y Joystiq's JC Fletcher la llamó ninja desnudo favorito de todos.
Ha habido, sin embargo, muchos comentarios críticos y sarcásticos en relación con lo que Pat Garrat de Xbox World describió como referencias sexuales descaradas de una ninja japonés con enormes tetas. Lo siento, no hay otra manera de decirlo. Al escribir para GameSetWatch, Leigh Alexander usó pezones de Taki que se han articulado meticulosamente desde que existía la tecnología gráfica para hacerlo posible como un ejemplo de un alto grado de explotación física de los personajes femeninos en los juegos de lucha. De acuerdo con McWhertor de Kotaku, el traje de ninja más apretado que la piel ajustada de Taki no deja absolutamente nada a la imaginación, la revista se propaga. Shawn Sines de FileFront usó una imagen de Taki de Soulcalibur II para ilustrar el artículo crítico de 2007 sobre la implementación de videojuego de modelado de senos femeninos. GamesRadar UK opinó que los senos de Taki en Soulcalibur IV son "ñsimplemente insondables y totalmente imprácticos para el físico de combate. GameDaily también contrastó en repetidas ocasiones inexplicablemente" grandes pechos de Taki y sus movimientos ninja "rápidas", y le preguntó ¿cómo se lucha con los pechos grandes?. De manera similar, Grant Howitt de FHM se preguntó sobre cómo mantuvo esos senos enormes durante las peleas y AJ Glasser de GamesRadar comentó que los senos de Ivy son un par de tallas más grandes, pero Taki probablemente tiene menos dolor de espalda. Complejo's Knight escribió que el conocimiento de Taki del dominio del ninjutsu y la magia del ninja que debe ser motivo de cómo ella es capaz de hacer todas sus movimientos acrobáticos con un pecho tal, y agregó que la mayoría de las mujeres con una talla de copa tan grande tendrían dolores de espalda y tendrían que dormir de lado por la noche, pero Taki lo toma con calma, moviéndose por el escenario de la historia como la chica más atlética de la cancha de Voleibol. UGO comentó: Para ser honesto, realmente no nos importa, pero debe haber algún tipo de magia ninja que apoye a esos monstruos. Escribiendo en 2018, Cecilia D'Anastasio de Kotaku recordó cómo la primera visión del Taki "objetivado" de Soulcalibur II con un traje rojo ceñido y con los senos moviéndose por todas partes, también había afectado personalmente a Ivy. ella durante años, y criticó cómo en Soulcalibur VI aún siguió la serie.

### Otras reacciones
WomenGamers.com opinó que Taki ha sido un personaje femenino fuerte e independiente en todos los juegos y le dio un puntaje general de 8.4/10, aplaudiendo especialmente al personaje por su actitud dura y por los esfuerzos de mercadotecnia hacia las mujeres a pesar del sexo evidente papel real que Taki ha tomado. La reseña del Boletín de Manila de Soulcalibur II aconsejó a los lectores "no dejarse engañar" por el aspecto de este "precioso ninja con un atuendo muy ceñido que deja poco a la imaginación", ya que Taki puede patear el cuerpo de cualquiera y antes de que lo sepan, ya se acabó el juego. Famitsu la describió en este juego como una vista impresionante para ver, De acuerdo con la investigación de Hutchinson, al usar Taki como su avatar, el jugador podrá derrotar a más oponentes masculinos en la pantalla, anulando las expectativas sociales de los roles masculino-femenino.
Taki ha sido enumerado repetidamente como uno de los principales personajes ninja de los videojuegos, como Kotaku en 2013. Según Schedeen de IGN, Todo el mundo ama a un buen ninja, y Taki resulta ser uno de los mejores. Fue clasificada como el quinto mejor héroe ninja en videojuegos por Virgin Media en 2008. En 2010, Game Informer eligió a Taki como uno de los 20 personajes de Namco que les gustaría ver en un juego de lucha crossover rumoreado Namco Vs Capcom, su equivalente del lado de Capcom es Strider Hiryu ya que la mayoría de los personajes del juego de lucha no pueden seguir el ritmo de los rápidos (y molestos) saltos de Taki. Ese mismo año, GameProla clasificó como la segunda mejor ninja de los videojuegos, comparándola con Mai de proporciones similares por su formidable par de activos y llamándola posiblemente el ninja más duro y hábil de todos ellos.  PSX Extreme también la comparó con Momiji y Gamers notó que Kaede (Onimusha) se parecía a la hermana gemela de Taki. UGO la incluyó en una lista de 2010 de las 25 mejores "chicas ninjas calientes" en todos los medios y Gelo Gonzales de FHM incluyó a Taki en su lista de 2012 de las "nueve chicas ninjas más sexys" en los juegos. En 2012, Rich Knight of Complexla clasificó como la quinta ninja de videojuego más rápida, y agregó que, debido a su gran tamaño de busto, la única mujer en esta lista también es probablemente el ninja más increíble aquí. En 2013, PLAY clasificó a Taki como el quinto mejor ninja en videojuegos, descrito como máquina de combate superágil y destacada como la única mujer en su lista, y agregó que ganó el premio Ninja Out The Outrageous Ninja Outfit en nada más que un mono ceñido de color rosa. Márcio Alexsandro de GameHall de Brasil la colocó en el quinto lugar de su lista de 2014 de los diez mejores personajes de kunoichi (ninja) en los juegos.
Muchos fanes y medios de comunicación criticaron fuertemente la controvertida sustitución de Taki por su pupila Natsu en Soulcalibur V. En 2011, GamePro lo declaró como una de las razones por las cuales estaban "preocupados" por el juego. Al revisar el juego, Daniel Bischoff de Game Revolution escribió: Es una excusa para decir que Taki es demasiado viejo para encajar en la línea de tiempo de Soul Calibur V y luego hacer alarde de Ivy y todos sus activos excesivamente abundantes a la edad de más de 50. ¿Por qué eliminar a los personajes si los va a reemplazar con módulos de cartón? Daniel Maniago de G4tv.com La mencionó entre los personajes que están "notablemente ausentes", Nick Dinicola de PopMatters la catalogó como la primera entre los desaparecidos luchadores favoritos de los fanáticos, y Evan Narcisse de Kotaku describió el reemplazo de Taki, Talim y Kilik como el la decisión más desconcertante del desarrollador. Tras el lanzamiento del juego, el personal de IGN nombró a Taki la elección más obvia para el primer personaje de DLC porque su omisión fue "ridícula". En una encuesta de acompañamiento que les pregunta a los lectores qué personaje elegirían para ser agregados (incluidos nuevos personajes de fuera de la serie, como Darth Maul), Taki se ubicó en el tercer lugar entre los siete candidatos.¡La máquina de juegos llamó "escandalosa" la lista del juego y exigió "traer de vuelta a Taki!". Sin embargo, algunos otros comentaristas aprobaron el reemplazo de Taki; por ejemplo, la vista previa de Taylor Cocke de OXM declaró que te alegrará saber que la recién llegada Natsu está tomando el manto de Taki y algo más.